# Aeroporto de Copenhaga
O Aeroporto de Copenhaga (IATA CPH, ICAO: EKCH) (português europeu) ou Aeroporto de Copenhague (português brasileiro) é o principal aeroporto internacional servindo Copenhaga, Dinamarca e a Região de Oresund.  Está localizado na ilha de Amager, 8 km a sul do centro da capital da Dinamarca, e 24 km a oeste do centro de Malmö, Suécia no outro lado da ponte de Oresund. O aeroporto pertence principalmente ao município de Tårnby, com uma pequena porção nas vizinhanças do município de Dragør. Este é o maior aeroporto na lista dos maiores aeroportos nos países nórdicos.
O aeroporto é o hub principal da Scandinavian Airlines System (SAS) e também um hub para as empresas "Cimber Sterling", "Norwegian Air Shuttle" e "Transavia". O aeroporto de Copenhagen serve aproximadamente 60 000 passageiros por dia; 19,7 milhões de passageiros passaram por ele em 2009, tornando-o o mais congestionado dos países Nórdicos, com uma capacidade máxima de 83 carregamentos/hora e espaço para 108 aeronaves. É administrado pela empresa Københavns Lufthavne, que opera também o aeroporto de Roskilde. Kastrup oferece emprego a 1700 pessoas (excluindo lojas, restaurantes, etc.).
O aeroporto de Copenhagen foi originalmente chamado de Aeroporto de Kastrup, pelo fato de estar localizado na pequena cidade de Kastrup, agora parte do município de Tårnby.  O nome formal do aeroporto ainda permanece Aeroporto de Copenhagen, Kastrup, para distingui-lo do aeroporto de Roskilde, que é formalmente chamado de Aeroporto de Copenhagen, Roskilde.

## História
- 1925: CPH abre para serviço no dia 20 de Abril. Um dos primeiros aeroportos privados no mundo, inaugura com uma pista de grama.
- 1932: 6000 decolagens e pousos no ano.
- 1936–1939: Novo terminal, considerado um dos exemplos mais finos do funcionalismo nórdico, construído pelo arquiteto Vilhelm Lauritzen.
- 1941: Primeira pista de superfície rígida é construída.
- 1946: É fundada a SAS, um importante evento para o Aeroporto de Copenhaga, como Copenhaga se tornaria o principal hub para esta empresa. O tráfego cresce rapidamente nos primeiros anos de operação da SAS. Neste momento, o Aeroporto se tornou o terceiro maior da Europa.
- 1947: Em 26 de Janeiro, um DC-3 da KLM se acidentou no aeroporto após cancelar sua rota original até Estocolmo. 22 pessoas morreram, incluindo o príncipe sueco Gustavo Adolfo, e a cantora americana de ópera Grace Moore.
- 1948: 150 decolagens e pousos por dia, e 3000 passageiros atendidos diariamente.
- 1950: 378 000 passageiros atendidos.
- 1954: 11 000 toneladas de carga movimentada por ano. A SAS inicia a primeira rota transpolar do mundo, voando inicialmente para Los Angeles. A rota prova ser uma forma de publicidade, e por alguns anos, Copenhaga se tornou um ponto intermediário importante pelas estrelas e produtores de Hollywood voando para a Europa.
- 1956: 1 milhão de passageiros atendidos por ano. CPH conquista o prêmio de melhor aeroporto do mundo.
- 1960s: Com a vinda das aeronaves a jato, iniciou-se um debate para a expansão do aeroporto. Os jatos necessitam de pistas maiores que as utilizadas anteriormente, e os planos foram de expandi-lo pelas comunidades em Kastrup ou em Saltholm, uma pequena ilha. Protestos locais vencem, e deixam os planos estagnados por momento.
- 1960: Em 30 de Abril, O terminal 2, também desenhado por Lauritzen, é inaugurado. Uma nova torre de controle é aberta e o aeroporto atende cerca de 2 milhões de passageiros por ano.
- 1970s: O aeroporto sofre com a falta de espaço, especialmente devido ao uso frequente dos grandes jatos, como o Boeing 747. Após inicialmente decidir aumentá-lo até Saltholm, a construção foi bloqueada eventualmente pelo parlamento Dinamarquês.
- 1973: 8 milhões de passageiros atendidos por ano.
- 1982: O terminal de carga é inaugurado.
- 1986: É aberto um estacionamento com 2400 vagas.
- 1991: O aeroporto é parcialmente privatizado.
- 1998: Inaugurado o Terminal 3, e o aeroporto consegue movimentar 17 milhões de passageiros por ano.
- 1999: O sistema de bagagens é modernizado, e o terminal desenhado por Vilhelm Lauritzen é movido 3.8 km da pista, para dar lugar à construção de novos terminais, um hotel e uma estação de trem.
- 2000: O aeroporto movimenta 18,4 milhões de passageiros por ano. A ponte do Øresund é inaugurada em 1 de julho, permitindo a ligação ferroviária do aeroporto a Copenhaga e Malmö (Suécia).
- 2001: Um hotel de cinco estrelas, Hilton Hotels, inaugura com 382 camas junto ao aeroporto. Realizam-se 267 000 decolagens e pousos.
- 2005: O aeroporto de Macquaire compra 52% das ações.
- 2006: O número de passageiros por ano excedem os 20 milhões pela primeira vez (20.9 milhões).
- 2007: Uma estação de metropolitano é inaugurada, conectando o aeroporto ao metropolitano de Copenhaga.
- 2008: Uma nova torre de controle é aberta pela empresa Naviair como parte da maior renovação do sistema de Controle de Tráfego Aéreo. Autoridades do aeroporto anunciam planos para construir um novo terminal de "low-cost" no local, o que é esperado que se termine até 2010.
- 2009: O aeroporto de Macquaire é desmembrado como "MAp Airports".

## Linhas aéreas e destinos
O Aeroporto de Copenhagen dispõe de três terminais e um novo está a ser inaugurado em 2010. O novo terminal, denominado "CPH Swift", foi planejado para ser utilizado por empresas "low-cost".
O Terminal 1 é utilizado para todos os voos domésticos. Os Terminais 2 e 3 recebem os voos internacionais e compartilham um saguão de passageiros comum, bem como a seção de chegadas. Esta seção, que abriga bagagens, está localizada no Terminal 3.

Mapa do Aeroporto.

Terminal 1
| Companhias            | Destinos                                             |
| --------------------- | ---------------------------------------------------- |
| Cimber Sterling       | Aalborg, Århus, Billund, Bornholm, Karup, Sønderborg |
| Norwegian Air Shuttle | Aalborg, Billund, Bornholm, Karup                    |
| Scandinavian Airlines | Aalborg, Århus                                       |
| Wings of Bornholm     | Bornholm                                             |

Terminal 2
| Companhias                      | Destinos |
| ------------------------------- | --- |
| Adria Airways                   | Ljubljana |
| Aeroflot                        | Moscou-Sheremetyevo |
| Air Baltic                      | Riga, Vilnius |
| Air France                      | Paris-Charles de Gaulle |
| HOP!                            | Lyon, Strasbourg |
| Air Greenland                   | Kangerlussuaq, Narsarsuaq |
| Arkia                           | Tel Aviv (Apenas em alta temporada) |
| Atlantic Airways                | Vágar |
| British Airways                 | Londres-Heathrow |
| Brussels Airlines               | Bruxelas |
| Bulgarian Air Charter           | Burgas e Varna (Apenas em alta temporada) |
| Cimber Sterling                 | Alicante, Atenas, Barcelona, Bastia, Belgrade, Bordeaux, Burgas, Catania, Chania, Edinburgh, Florence, Larnaca, Lisboa, London-City, London-Gatwick, Madrid, Malaga, Montpellier, Naples, Newcastle, Nice, Norrköping, Palma de Mallorca, Rome-Fiumicino, Sofia, Split, Thessaloniki, Venice-Marco Polo, Wroclaw |
| Croatian Airlines               | Zagreb |
| Czech Airlines                  | Praga |
| Delta Airlines                  | Atlanta, New York-JFK |
| EasyJet                         | Berlin-Schönefeld, London-Gatwick, London-Stansted, Manchester, Milan-Malpensa |
| easyJet Switzerland             | Geneva |
| Finnair                         | Helsinki |
| Germanwings                     | Cologne/Bonn |
| Iberia Airlines                 | Madrid, Malaga |
| Iceland Express                 | Akureyri, Egilsstadir, Reykjavik-Keflavík |
| Icelandair                      | Reykjavik-Keflavík |
| Iran Air                        | Tehran-Imam Khomeini |
| Jettime                         | Dalaman, Malta |
| Karthago Airlines               | Tunis |
| KLM                             | Amsterdam |
| LOT Polish Airlines             | Warsaw |
| Middle East Airlines            | Beirut (Apenas em alta temporada) |
| Montenegro Airlines             | Podgorica, Tivat (Apenas em alta temporada) |
| NextJet                         | Linkoping, Örebro |
| Norwegian Air Shuttle           | Alicante, Amsterdam, Athens, Bergen, Budapest, Dubai, Dublin, Dubrovnik, Edinburgh, Faro, Heraklion, Krakow, London-Gatwick, Malaga, Malta, Nice, Olbia, Oslo-Gardermoen, Palma de Mallorca, Paris-Orly, Pisa, Prague, Rome-Fiumicino, Salzburg, Split, Stockholm-Arlanda, Vienna, Warsaw, Zagreb                |
| Pakistan International Airlines | Islamabad, Lahore, Oslo-Gardermoen |
| Pegasus Airlines                | Ankara, Istanbul-Sabiha Gökcen |
| Qatar Airways                   | Doha |

Terminal 3
| Companhias | Destinos           |
| ---------- | ------------------ |
| Icelandair | Reykjavik-Keflavík |